# Moses Blackman
Pour les articles homonymes, voir Blackman.
Moses Blackman (membre de la Royal Society de Londres), né le 6 décembre 1908 au Cap (Afrique du Sud) et mort le 3 juin 1983 à Putney (Angleterre), est un cristallographe britannique.

## Biographie
Moses Blackman (connu sous le nom de Morris) est né au Cap le 6 décembre 1908. Il est le fils d'Esther (née Oshry) et du rabbin Joseph Blackman.
Il passa ses premières années d'école à Upington. À la suite du déménagement de sa famille à Grahamstown en 1921, il fréquente le Victoria Boys High School. Lors de son inscription à l'Université de Rhodes, toute proche, en 1925, Blackman obtient la seule bourse disponible. C'est là qu'il se concentre sur la physique, les mathématiques, les mathématiques appliquées et l'allemand. Il termine premier en mathématiques, en physique et en allemand. Il poursuit ensuite un master en physique, obtenant à nouveau la première place. Il passe ensuite un an comme démonstrateur, accumulant des fonds, avant de suivre les conseils de ses professeurs et de s'installer à l'Université de Göttingen, en mars 1931, où Max Born l'engagea comme étudiant-chercheur. Deux ans plus tard, il rédige son travail sur le spectre Raman du sel gemme, juste au moment où Hitler arrive au pouvoir, et reçoit le diplôme de docteur en philosophie de son examinateur externe, Werner Heisenberg.
Backman retourne en Angleterre en 1933, après avoir obtenu une bourse à l'Imperial College, où il joignit le département de mathématiques de Sydney Chapman. Là, il travailla sur la théorie des treillis pendant deux ans, après quoi il obtint son deuxième doctorat. Blackman réussit alors à obtenir une bourse de recherche senior en recherche industrielle du Département britannique de la recherche scientifique et industrielle (en anglais : Department of Scientific and Industrial Research ou DSIR), ce qui lui permit d'entreprendre des recherches à Cambridge et de s'inscrire pour un troisième doctorat. Il travailla alors sur les détails du réseau cristallin de Born-von Kármán, aboutissant à une troisième thèse. Il fut très vite réinvité à l'Imperial College par George Thomson, où il rejoignit le Département de physique en tant que chargé de cours adjoint en 1937, et où il devint rapidement considéré comme le physicien théoricien du Département.
Vers la fin des années 1930, Thomson étudiait la fission de l'uranium, et plus particulièrement la possibilité de maintenir une réaction en chaîne par les neutrons. Blackman était l'une des nombreuses personnes impliquées sur le sujet. Il contribua en effectuant des calculs théoriques sur la diffusion des neutrons. À la suite de son travail, il fut nommé pour siéger au Comité britannique à l'énergie atomique en 1940 et 1941. Plus tard, de 1942 à 1945, il effectua des travaux scientifiques pour le ministère britannique de la Sécurité intérieure, qui portaient principalement sur les propriétés des mousses utilisées pour la lutte contre les incendies. Certains de ses travaux ont été publiés après la guerre.
Après la Seconde Guerre mondiale, Blackman s'est tourné vers la diffraction des électrons. « Sous la direction de Blackman, le groupe de diffraction des électrons a prospéré pendant de nombreuses années, et un total d'environ 20 étudiants-chercheurs ont terminé leur doctorat entre 1949 et 1977. » Il fut nommé à une chaire personnelle de physique des électrons à l'Imperial College en 1959 et élu membre de la Royal Society de Londres en 1962. Il prit finalement sa retraite en 1976, mais a été nommé charger de recherche principal. Cela lui donnait la liberté de s'intéresser à un autre sujet : les propriétés magnétiques de la pierre d'aimant. Ses dernières publications portaient sur ce sujet,.
Au cours de sa carrière, Blackman a été membre de la Commission internationale sur la diffraction des électrons, de 1957 à 1966, ainsi que du Conseil consultatif de la recherche sur la sécurité dans les mines, pour le compte du ministère de l'Énergie britannique, de 1963 à 1974.

### Famille
Moses Blackman a épousé Anne Olivia Warburton (née Court), une ancienne sténographe de Sydney, en 1959. L'union n'a duré que quelques années.
À sa mort, le 3 juin 1983, il vivait au 48, Garden Royal, Kersfield Road, à Putney dans la banlieue de Londres.